# Benin
Republika Benin je država u zapadnoj Africi, do 1975. zvana Dahomej. Na jugu izlazi na Beninski zaljev, dio većeg Gvinejskog zaljeva i Atlantskog oceana. Na zapadu graniči s Togom, na sjeveru s Burkinom Faso i Nigerom te na istoku s Nigerijom.
Benin ima površinu 112 622 km2 i ima oko 8 791 832 stanovnika (2009.). Glavni grad Benina je Porto-Novo, dok se sjedište vlasti nalazi u gradu Cotonou. Benin nekadašnja francuska kolonija postao je samostalna država 1. kolovoza 1960. Demokratsku vladu između 1960. i 1972., zamijenila je marksističko-lenjinistička diktatura od 1972. sve do višestranačkih izbora 1991. i ponovne uspostave demokracije. 

## Povijest
Do europske kolonizacije na području Benina nalazilo se nekoliko moćnih država (Allada na jugu i Nikki na sjeveru, a kasnije i Dahomej) koje su značajne prihode ostvarivale u trgovini robljem, uglavnom ratnim zarobljenicima. Kraljevstvo Dahomej (Dahomej) nastalo je miješanjem etničkih skupina na ravnici Abomey.
Prema nekim teorijama trgovina roblja u tom dijelu Afrike uzrokovala je bijeg i seljenje različitih skupina u područje ravnice, među kojima je bila i Aja (skupina Gbe naroda) za koje se smatra da su osnovali kraljevstvo, koja se je pomiješala s lokalnim Fon narodom (skupina plemena Gbe), te je tako nastala nova etnička skupina Dahomej.
Kraljevstvo Dahomej bilo je poznato po svojoj tradiciji. Mladi dječaci su od najranije dobi služili starijim vojnicima i učili vojne običaje, a posebno je bila poznata "Ahosi" ("naše majke") elitna jedinica žena, koje su europski istraživači nazivali "Amazonkama Dahomeja". Zarobljenike iz svojih vojnih pothvata su prodavali u roblje i dijelom ih prema običajima ritualno pogubljivali. Pogubljivanja i zabrana transatlantske trgovine robljem dovela je do smanjenja zarade i slabljenja kraljevstva, pa su tako od 1885. portugalski trgovački brodovi napustili priobalno područje i trgovinu.
Prije europske kolonizacije, beninski kraljevi održavali su svake godine orgije s ljudskim žrtvama, poznate pod imenom "običaji". Žrtve su obično omamili pa ih pribijali na križ. Richard Burton, koji je imao čelo boga i usta vraga, jedva je živ utekao iz Benina 1865. godine. Grad je plivao u krvi, dvorište su popločavali lubanjama, a omiljeno jelo u osobitim svečanim prilikama bilo je ljudsko srce. Većina umjetničkih beninskih kipova opljačkana je nakon britanskog pohoda 1897., te rasuta po cijelom svijetu. Muzej u Lagosu otkupio je ranih 1950-ih dva leoparda iz bronce za 25 000 američkih dolara.
Krajem 19. stoljeća Francuska je iskoristila slabljenje kraljevstva, te ugovorima o zaštiti i kolonijalnim ratovima pretvorila Benin u svoju koloniju pod nazivom Francuski Dahomej, koja je bila dio kolonije Francuska Zapadna Afrika. Godine 1958. Dahomej je stekao autonomiju, a 1960. i neovisnost. 
Nakon pune neovisnosti 1960. do koje je doveo Hubert Maga došlo je do podjela u oslobodilačkom pokretu i brojnih državnih udara iz kojih je kao pobjednik 1972. izašao bojnik Mathieu Kérékou. Novi je predsjednik uveo politiku utemeljenu na marksizmu-lenjinizmu s nacionalizacijama i planiranom ekonomijom. Godine 1991. Kérékou je poražen na izborima i postao je prvi crni afrički predsjednik koji je mirno sišao s vlasti nakon izbornog poraza. Vratio se na vlast nakon pobjede na izborima 1996.
Nakon ponovne pobjede 2001. Kérékou se nije kandidirao na izborima 2006., te su ga mnogi hvalili što nije pokušao promijeniti ustav kako bi dobio mogućnost ostanka na vlasti. Na izborima 2006. pobijedio je Yayi Boni.

## Zemljopis
Zemlja je izdužena u smjeru sjever-jug između rijeke Niger i Beninskog zaljeva. Reljef Benina je uglavnom ravan ili brežuljkast. Najviši vrh je Mont Sokbaro, visok 658 m. Većina stanovnika živi u obalnim nizinama na jugu gdje se nalaze i veći gradovi među kojima se ističu Cotonou (najveći u državi) i službena prijestolnica Porto-Novo. Sjever zemlje čine savane i sušne uzvisine.
Klima u Beninu je vruća i vlažna, godišnji prosjek padalina za obalni dio je oko 360 mm. U gradu Cotonou najviša prosječna temperatura je 31°C, dok je najniža 24°C. Benin ima dva vlažna i dva suha vremenska razdoblja godišnje. Glavno kišno razdoblje je od travnja do srpnja, a kraće je od kasnog rujna do studenoga. Glavno suho razdoblje je od prosinca do travnja, dok je kraće suho i hladnije razdoblje od srpnja od rujna.
Prema sjeveru zemlje rastu razlike u temperaturi, preko savana prema Sahelu. Suh vjetar koji puše iz Sahare koji se zove "Harmattan" puše od prosinca do ožujka, a od njega sva zelena vegetacija savane posmeđi, a nebom čitave zemlje kreće se tanak sloj prašine, čemu pridonosi i to što poljoprivrednici u to vrijeme pale korov na svojim njivama.

### Politička podjela
Benin je podijeljena na 12 okruga (fra.: départements), koji su dalje podijeljeni u ukupno 77 općina (fra.: communes). Godine 1999., prijašnjih šest okruga podijeljeni su svaki na dva, tako da ukupno danas postoje 12. Glavni gradovi pojedinih okruga još nisu određeni:
1. Alibori
2. Atakora
3. Atlantique
4. Borgou
5. Collines
6. Donga
7. Kouffo
8. Littoral
9. Mono
10. Ouémé
11. Plateau
12. Zou

## Stanovništvo
Najbrojnija etnička grupa je narod Fon (oko 50%) koji živi na jugu. Osim njega, u Beninu žive pripadnici još oko 40 etničkih skupina, među kojima su veće Aja, Yoruba, Somba i Bariba. Francuski je jezik međusobne komunikacije. Najrasprostranjenije religije su Animizam (50%), Kršćanstvo (30%) i Islam (20%).

## Ekonomija
Ekonomija Benina je nerazvijena, a bazira se na poljoprivredi, proizvodnji pamuka, te regionalnoj trgovini. Pamuk je glavni izvozni proizvod. U planu je privlačenje stranih investicija, te razvoj turizma.

## Promet
Značajna morska luka za međunarodni promet je Cotonou, ujedno i jedina međunarodna zračna luka. Asfaltiranim cestama Benin je povezan sa susjednim državama, zemlja je prekrivena signalom različitih mobilnih operatera, a u nekim dijelovima zemlje dostupna je i ADSL usluga. 

## Gospodarstvo
Beninsko je gospodarstvo slabo razvijeno i temelji se na poljoprivredi za vlastitu potrošnju, uzgoju pamuka i regionalnoj trgovini. BDP je u 2004. bio oko 1.200 USD po stanovniku, mjereno po PPP-u.

## Religije
Prema popisu iz 2002.g. 42,8% stanovništva Benina su kršćani (27,1% rimokatolici, 5% celestijalna crkva Krista, 3,2% metodisti, 7,5% ostale kršćanske vjere), 24,4% su muslimani, 17,3% prakticiraju Vudu, 6% su ostale tradicionalne lokalne religiozne skupine, 1,9% ostale religijske skupine i 6,5% tvrdi da nema religijskih uvjerenja.